# ابنة البحر (فلم)
ابنة البحر هو فيلم أنمي من مسلسل قصص عالمية إنتاج شركة نيبون أنيميشن وقد صدر 19 مايو 1986. تمت دبلجة الفلم للعربية .

## القصة
الطفلة البريئة سوسن تقطن مع جدها و مع ابن خالتها غدير .. و صديقتها الدلفين لؤلؤة هذه العائلة تحب البحر كثيراً و تحب المحافظة عليه من التلوث أو إلحاق الدمار به .. و لكن الغريب في الأمر أن هذه الفتاة تستطيع أن تتنفس في داخل البحر لأن أبيها كان من سكان إحدى المناطق التي كانت في جيناتهم هذه الخاصية .. تحاول سوسن برفقة جدها و ابن خالتها أن يقفوا في وجه من يحاولون إلحاق الدمار و الخراب و التلوث في البحر .. غير أن الصعاب تقف في طريقهم .. قصة جميلة وحزينة تحمل في طياتها الكثير من العبر .

## الشخصيات
- سوسن
- غدير
- لؤلؤة

## روابط خارجية
- إبنة البحر على موقع ANN anime (الإنجليزية)